# Zona d'interdizione al volo

Paesi a cui è stata imposta una zona d'interdizione al volo (Iraq, Bosnia ed Erzegovina e Libia)

Una zona d'interdizione al volo (in inglese no-fly zone, sigla: NFZ) è un territorio entro il quale vige il divieto di sorvolo. Tali zone vengono di solito dichiarate in un contesto di controllo militare degli spazi aerei per delimitare una zona demilitarizzata del cielo.

## Iraq 1992-2003

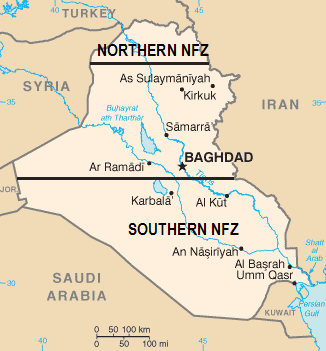
La no-fly zone attiva sull'Iraq dal 1992 al 2003.

Nel 1992, il Regno Unito e gli Stati Uniti, dopo la Guerra del Golfo intervennero nello scontro tra il regime iracheno di Saddam Hussein e la popolazione Curda nell'Iraq settentrionale, stabilendo una vasta zona d'interdizione dove fu impedito di volare agli aerei iracheni.
La zona d'interdizione al volo era attiva anche nell'Iraq meridionale al fine di difendere la popolazione a maggioranza sciita, fortemente repressa dal regime iracheno. Lo scopo dell'istituzione di tale zona era di prevenire i bombardamenti e gli attacchi chimici del regime contro i Curdi.
La legalità di questa operazione è comunque oggetto di dibattito. I sostenitori della decisione affermano che la zona di divieto di volo è stata autorizzata implicitamente dalla risoluzione numero 688 del Consiglio di sicurezza delle Nazioni Unite. I contrari sostengono che la risoluzione 688 non menziona e non autorizza questo tipo di operazioni. Tra gli oppositori oltre la Francia vi fu anche il segretario generale dell'ONU Boutros Boutros-Ghali

La no-fly zone è stata annullata in seguito alla fine della Guerra in Iraq e all'occupazione anglo-americana del Paese nel 2003.

## Bosnia ed Erzegovina 1993-1995
Durante la Guerra di Bosnia furono attive le risoluzioni 781 e la 816 del Consiglio di Sicurezza dell'ONU che vietavano i sorvoli militari non autorizzati sulla Bosnia ed Erzegovina.
In seguito all'Accordo di Dayton del 1995 tra la Federazione croato-musulmana e la Repubblica Srpska la no-fly zone viene annullata.

## Libia 2011

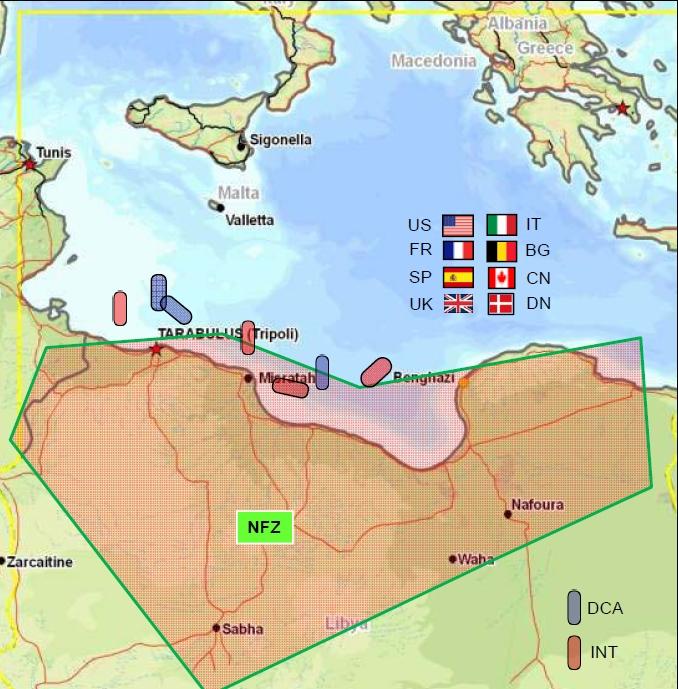
La zona d'interdizione al volo (NZF) istituita in Libia dal marzo 2011.

La risoluzione 1973 voluta in seguito il 17 marzo 2011 a un mese dall'inizio dalle sommosse popolari fortemente represse dal regime di Gheddafi, votata al Consiglio di sicurezza dell'ONU da Bosnia ed Erzegovina, Colombia, Francia, Gabon, Libano (rappresentante anche della Lega Araba), Nigeria, Portogallo, Sudafrica, Stati Uniti e Regno Unito per ottenere il rispetto dei diritti umani è rimasta in vigore in tutto il territorio libico fino al 31 ottobre 2011, quando la missione NATO si è ufficialmente conclusa.

### Pubblicazioni
- Bass, Frank; Solomon, John, Prohibited Flights Not Unusual – Preventing Terrorism on Capital Poses Challenge, Associated Press (Lawrence Journal-World), 5 aprile 2002. URL consultato il 3 marzo 2011.
- Wheeler, Nicholas J., Saving Strangers –  Humanitarian Intervention in International Society,  Oxford University Press, Oxford, 2000 ISBN 978-0-198-29621-8.